# Lekkoatletyka na Igrzyskach Wspólnoty Narodów 2010

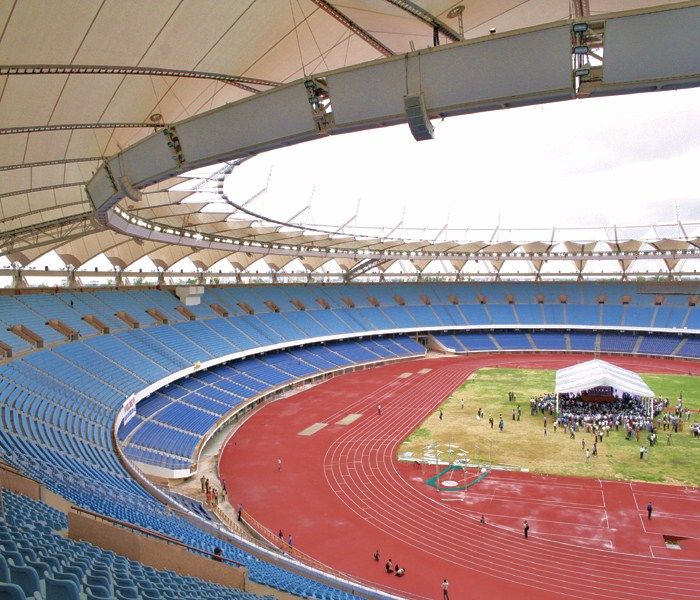
Stadion w Nowym Delhi

Lekkoatletyka na Igrzyskach Wspólnoty Narodów 2010 – zawody lekkoatletyczne, które były rozgrywane na Jawaharlal Nehru Stadium w Nowym Delhi od 6 do 12 października. Poza głównym obiektem igrzysk na ulicach miasta, w rejonie Bramy Indii, 9 października odbył się chód sportowy, a 14 października została rozegrana rywalizacja w biegu maratońskim.
Zwycięzca jedynego finału pierwszego dnia zmagań lekkoatletów – Moses Kipsiro jest pierwszym reprezentantem Ugandy, który wywalczył złoty medal Igrzysk Wspólnoty Narodów, a jego rezultat w biegu na 5000 metrów (13:31,25) jest najlepszym wynikiem uzyskanym kiedykolwiek w Indiach.
Już po biegu zdyskwalifikowano za falstart zwyciężczynię biegu na 100 metrów – Australijkę Sally McLellan (11,28 s). Złoty medal przyznano drugiej na mecie Nigeryjce Oludamoli Osayomi, jednak u zawodniczki wykryto niedozwolony doping i odebrano jej medal.
Już po zakończeniu zawodów ogłoszono, że niedozwolone środki wykryto także w organizmie nigeryjskiej biegaczki Folashade Abugan – została ona pozbawiona dwóch srebrnych medali (w biegu na 400 metrów oraz sztafecie 4 × 400 m).
Nietypowy przebieg miał także finałowy bieg na 100 metrów mężczyzn – ówczesnemu wicemistrzowi Europy na tym dystansie, Markowi Lewis-Francisowi podczas startu odsunął się blok startowy. Brytyjczyk (mający we wszystkich czterech biegach reakcje startowe ok. 0,15 s) zdołał jednak wyprzedzić prawie wszystkich rywali i zdobyć srebrny medal.

## Rezultaty
| WR – rekord świata \| CR – rekord igrzysk \| NR – rekord kraju \| AR – rekord kontynentu                       |
| SB – najlepszy wynik w sezonie \| WL – najlepszy tegoroczny wynik na listach światowych \| PB – rekord życiowy |

### Mężczyźni
| Konkurencja:                  | 1. miejsce                                                                 | Rezultat  | 2. miejsce                                                               | Rezultat  | 3. miejsce                                                                                    | Rezultat     |
| Bieg na 100 m                 | Lerone Clarke                                                              | 10,12     | Mark Lewis-Francis                                                       | 10,20     | Aaron Armstrong                                                                               | 10,24        |
| Bieg na 200 m                 | Leon Baptiste                                                              | 20,45     | Lansford Spence                                                          | 20,49     | Christian Malcolm                                                                             | 20,52        |
| Bieg na 400 m                 | Mark Mutai                                                                 | 45,44     | Sean Wroe                                                                | 45,46     | Ramon Miller                                                                                  | 45,55 SB     |
| Bieg na 800 m                 | Boaz Kiplagat Lalang                                                       | 1:46,60   | Richard Kiplagat                                                         | 1:46,95   | Abraham Kiplagat                                                                              | 1:47,37      |
| Bieg na 1500 m                | Silas Kiplagat                                                             | 3:41,78   | James Magut                                                              | 3:42,27   | Nick Willis                                                                                   | 3:42,38      |
| Bieg na 5000 m                | Moses Kipsiro                                                              | 13:31,25  | Eliud Kipchoge                                                           | 13:31,32  | Mark Kosgey Kiptoo                                                                            | 13:32,58     |
| Bieg na 10 000 m              | Moses Kipsiro                                                              | 27:57,39  | Daniel Salel                                                             | 27:57,57  | Joseph Birech                                                                                 | 27:58,58 PB  |
| Bieg na 110 m przez płotki    | Andy Turner                                                                | 13,38     | William Sharman                                                          | 13,50     | Lawrence Clarke                                                                               | 13,70        |
| Bieg na 400 m przez płotki    | David Greene                                                               | 48,52     | Louis Jacob van Zyl                                                      | 48,63     | Rhys Williams                                                                                 | 49,19        |
| Bieg na 3000 m z przeszkodami | Richard Mateelong                                                          | 8:16,39   | Ezekiel Kemboi                                                           | 8:18,47   | Brimin Kipruto                                                                                | 8:19,65      |
| Sztafeta 4 × 100 m            | Anglia · Ryan Scott · Leon Baptiste · Marlon Devonish · Mark Lewis-Francis | 38,74     | Jamajka · Lerone Clarke · Lansford Spence · Rasheed Dwyer · Remaldo Rose | 38,79     | Indie · Rahamatulla Molla · Suresh Sathya · Shameer Naseema Manzile · Md Abdul Najeeb Qureshi | 38,89        |
| Sztafeta 4 × 400 m            | Australia · Joel Milburn · Kevin Moore · Brendan Cole · Sean Wroe          | 3:03,30   | Kenia · Vincent Koskei · Vincent Kiilo · Anderson Mutegi · Mark Mutai    | 3:03,84   | Anglia · Conrad Williams · Nick Leavey · Richard Yates · Robert Tobin                         | 3:03,97      |
| Chód na 20 km                 | Jared Tallent                                                              | 1:22:18   | Luke Adams                                                               | 1:22:41   | Harminder Singh                                                                               | 1:23:27      |
| Maraton                       | John Kelai                                                                 | 2:14:35   | Michael Shelley                                                          | 2:15:28   | Amos Tirop Matui                                                                              | 2:15:58      |
| Skok w dal                    | Fabrice Lapierre                                                           | 8,30      | Greg Rutherford                                                          | 8,22 SB   | Ignisious Gaisah                                                                              | 8,12 SB      |
| Trójskok                      | Tosin Oke                                                                  | 17,16     | Hugo Mamba                                                               | 17,14 NR  | Renjith Maheshwary                                                                            | 17,07 NR     |
| Skok wzwyż                    | Donald Thomas                                                              | 2,32 SB   | Trevor Barry                                                             | 2,29 PB   | Kabelo Kgosiemang                                                                             | 2,26 =SB     |
| Skok o tyczce                 | Steve Hooker                                                               | 5,60      | Steven Lewis                                                             | 5,60 SB   | Max Eaves                                                                                     | 5,40 PB      |
| Pchnięcie kulą                | Dylan Armstrong                                                            | 21,02 CR  | Dorian Scott                                                             | 20,19     | Dale Stevenson                                                                                | 19,99 =PB    |
| Rzut dyskiem                  | Benn Harradine                                                             | 65,45     | Vikas Gowda                                                              | 63,69 SB  | Carl Myerscough                                                                               | 60,64        |
| Rzut młotem                   | Chris Harmse                                                               | 73,15     | Alex Smith                                                               | 72,95 PB  | Mike Floyd                                                                                    | 69,34        |
| Rzut oszczepem                | Jarrod Bannister                                                           | 81,71     | Stuart Farquhar                                                          | 78,15     | Kashinath Naik                                                                                | 74,29        |
| Dziesięciobój                 | Jamie Adjetey-Nelson                                                       | 8070 pkt. | Brent Newdick                                                            | 7899 pkt. | Martin Brockman                                                                               | 7712 pkt. PB |

### Kobiety
| Konkurencja:                  | 1. miejsce                                                                      | Rezultat     | 2. miejsce                                                                      | Rezultat  | 3. miejsce                                                                    | Rezultat            |
| Bieg na 100 m                 | Natasha Mayers                                                                  | 11,37        | Katherine Endacott                                                              | 11,44 PB  | Delphine Atangana                                                             | 11,48               |
| Bieg na 200 m                 | Cydonie Mothersill                                                              | 22,89        | Abiodun Oyepitan                                                                | 23,26     | Adrienne Power                                                                | 23,52               |
| Bieg na 400 m                 | Amantle Montsho                                                                 | 50,10 CR     | Aliann Pompey                                                                   | 51,65 SB  | Christine Amertil                                                             | 51,96               |
| Bieg na 800 m                 | Nancy Langat                                                                    | 2:00,01      | Nikki Hamblin                                                                   | 2:00,05   | Diane Cummins                                                                 | 2:00,13             |
| Bieg na 1500 m                | Nancy Langat                                                                    | 4:05,26 CR   | Nikki Hamblin                                                                   | 4:05,97   | Stephanie Twell                                                               | 4:06,15             |
| Bieg na 5000 m                | Vivian Cheruiyot                                                                | 15:55,12     | Sylvia Jebiwott Kibet                                                           | 15:55,61  | Ines Chenonge                                                                 | 16:02,47            |
| Bieg na 10 000 m              | Grace Momanyi                                                                   | 32:34,11     | Doris Changeywo                                                                 | 32:36,97  | Kavita Raut                                                                   | 33:05,28            |
| Bieg na 100 m przez płotki    | Sally McLellan                                                                  | 12,67        | Angela Whyte                                                                    | 12,98     | Andrea Miller                                                                 | 13,25               |
| Bieg na 400 m przez płotki    | Ajoke Odumosu                                                                   | 55,28        | Eilidh Child                                                                    | 55,62     | Nickiesha Wilson                                                              | 56,06               |
| Bieg na 3000 m z przeszkodami | Milcah Chemos Cheywa                                                            | 9:40,96      | Mercy Njoroge                                                                   | 9:41,54   | Gladys Kipkemoi                                                               | 9:52,51             |
| Sztafeta 4 × 100 m            | Anglia · Katherine Endacott · Montell Douglas · Laura Turner · Abiodun Oyepitan | 44,19        | Ghana · Rosina Amenebede · Elizabeth Amolofo · Beatrice Gyaman · Janet Amponsah | 45,24     | Indie · Geetha Saati · Srabani Nanda · P. K. Priya · Jyothi Hiriyur Manjunath | 45,25               |
| Sztafeta 4 × 400 m            | Indie · Manjeet Kaur · Sini Jose · Ashwini Chidananda Akkunji · Mandeep Kaur    | 3:27,77      | Anglia · Kelly Massey · Vicki Barr · Meghan Beesley · Nadine Okyere             | 3:29,51   | Kanada · Amonn Nelson · Adrienne Power · Vicki Tolton · Carline Muir          | 3:30,20             |
| Chód na 20 km                 | Johanna Jackson                                                                 | 1:34:22      | Claire Tallent                                                                  | 1:36:55   | Grace Njue                                                                    | 1:37:49             |
| Maraton                       | Irene Jerotich                                                                  | 2:34:32      | Irene Mogake                                                                    | 2:34:43   | Lisa Weightman                                                                | 2:35:25             |
| Skok w dal                    | Alice Falaiye                                                                   | 6,50         | Prajusha Maliakkal                                                              | 6,47      | Tabia Charles                                                                 | 6,44                |
| Trójskok                      | Trecia Smith                                                                    | 14,19 SB     | Ayanna Alexander                                                                | 13,91 SB  | Tabia Charles                                                                 | 13,84               |
| Skok wzwyż                    | Nicole Forrester                                                                | 1,91         | Sheree Francis                                                                  | 1,88      | Levern Spencer                                                                | 1,88                |
| Skok o tyczce                 | Alana Boyd                                                                      | 4,40         | Mariana Zachariadi                                                              | 4,40      | Kate Dennison Carly Dockendorf Kelsie Hendry                                  | 4,25                |
| Pchnięcie kulą                | Valerie Vili                                                                    | 20,47        | Cleopatra Borel-Brown                                                           | 19,03     | Margaret Satupai                                                              | 16,43 NR NUR NJR PB |
| Rzut dyskiem                  | Krishna Poonia                                                                  | 61,51        | Harwant Kaur                                                                    | 60,16     | Seema Antil                                                                   | 58,46               |
| Rzut młotem                   | Sultana Frizell                                                                 | 68,57 CR     | Carys Parry                                                                     | 64,93 SB  | Zoe Derham                                                                    | 64,04               |
| Rzut oszczepem                | Sunette Viljoen                                                                 | 62,34        | Kimberley Mickle                                                                | 60,90 SB  | Justine Robbeson                                                              | 60,03               |
| Siedmiobój                    | Louise Hazel                                                                    | 6156 pkt. PB | Jessica Zelinka                                                                 | 6100 pkt. | Grace Clements                                                                | 5819 pkt.           |

## Rekordy
Podczas zawodów ustanowiono 32 krajowe rekordy w kategorii seniorów:

### Mężczyźni
| Zawodnik                                                         | Reprezentacja       | Konkurencja             | Rezultat |
| ---------------------------------------------------------------- | ------------------- | ----------------------- | -------- |
| Abdul Najeeb Quereshi                                            | Indie               | bieg na 100 metrów      | 10,30    |
| Hassan Said                                                      | Malediwy            | bieg na 200 metrów      | 22,07    |
| Hassan Said                                                      | Malediwy            | bieg na 400 metrów      | 48,56    |
| Nelson Stone                                                     | Papua-Nowa Gwinea   | bieg na 400 metrów      | 46,70    |
| Jon Rankin                                                       | Kajmany             | bieg na 800 metrów      | 1:51,35  |
| Arnold Sorina                                                    | Vanuatu             | bieg na 800 metrów      | 1:51,13  |
| Jon Rankin                                                       | Kajmany             | bieg na 800 metrów      | 1:51,10  |
| Chaminda Indika Wijekoon                                         | Sri Lanka           | bieg na 1500 metrów     | 3:40,78  |
| Cleveland Forde                                                  | Gujana              | bieg na 1500 metrów     | 3:44,23  |
| Jon Rankin                                                       | Kajmany             | bieg na 1500 metrów     | 3:46,12  |
| Rahamatulla Molla Sathya Suresh Sameer Mon Abdul Najeeb Quereshi | Indie               | sztafeta 4 × 100 metrów | 39,00    |
| Roshand Cox Reonardy Harvey Delano Williams Darian Forbes        | Turks i Caicos      | sztafeta 4 × 100 metrów | 41,99    |
| Rahamatulla Molla Sathya Suresh Sameer Mon Abdul Najeeb Quereshi | Indie               | sztafeta 4 × 100 metrów | 38,89    |
| William Woodcock                                                 | Seszele             | skok wzwyż              | 2,20     |
| Hugo Mamba                                                       | Kamerun             | trójskok                | 17,14    |
| Renjith Maheshwary                                               | Indie               | trójskok                | 17,07    |
| Adolphus Jones                                                   | Saint Kitts i Nevis | dziesięciobój           | 7258 pkt |

### Kobiety
| Zawodnik                                                        | Reprezentacja     | Konkurencja                        | Rezultat |
| --------------------------------------------------------------- | ----------------- | ---------------------------------- | -------- |
| Susan Tengatenga                                                | Malawi            | bieg na 100 metrów                 | 12,38    |
| Toea Wisil                                                      | Papua-Nowa Gwinea | bieg na 200 metrów                 | 23,65    |
| Susan Tengatenga                                                | Malawi            | bieg na 200 metrów                 | 25,36    |
| Mirfath Mirfath                                                 | Malediwy          | bieg na 400 metrów                 | 1:00,33  |
| Salome Dell                                                     | Papua-Nowa Gwinea | bieg na 800 metrów                 | 2:03,53  |
| Janet Achola                                                    | Uganda            | bieg na 1500 metrów                | 4:09,51  |
| Sudha Singh                                                     | Indie             | bieg na 3000 metrów z przeszkodami | 9:57,63  |
| Katy Sealy                                                      | Belize            | bieg na 100 metrów przez płotki    | 16,40    |
| Lydia Mushila Kgalalelo Sefou Oarabile Babolayi Amantle Montsho | Botswana          | sztafeta 4 × 400 metrów            | 3:36,01  |
| Betty Barua Salome Dell Helen Philemon Toea Wisil               | Papua-Nowa Gwinea | sztafeta 4 × 400 metrów            | 3:40,40  |
| Maliakhal Prajusha                                              | Indie             | trójskok                           | 13,72    |
| Selloane Tsoaeli                                                | Lesotho           | skok wzwyż                         | 1,78     |
| Selloane Tsoaeli                                                | Lesotho           | skok wzwyż                         | 1,78     |
| Margaret Satupai                                                | Samoa             | pchnięcie kulą                     | 16,43    |
| Linda Benin                                                     | Ghana             | rzut młotem                        | 59,33    |